# بيتر أوفيمتسيف
بيتر أوفيمتسيف (بالروسية: Уфимцев, Пётр Яковлевич)‏ (و. 1931  م) هو رياضياتي، وفيزيائي من روسيا، وسوفييت.

## التعليم
تعلم في جامعة أوديسا
.